# Liste der Kantone im Département Drôme
Das Département Drôme liegt in der Region Auvergne-Rhône-Alpes in Frankreich. Es untergliedert sich in drei Arrondissements mit 19 Kantonen (französisch cantons).

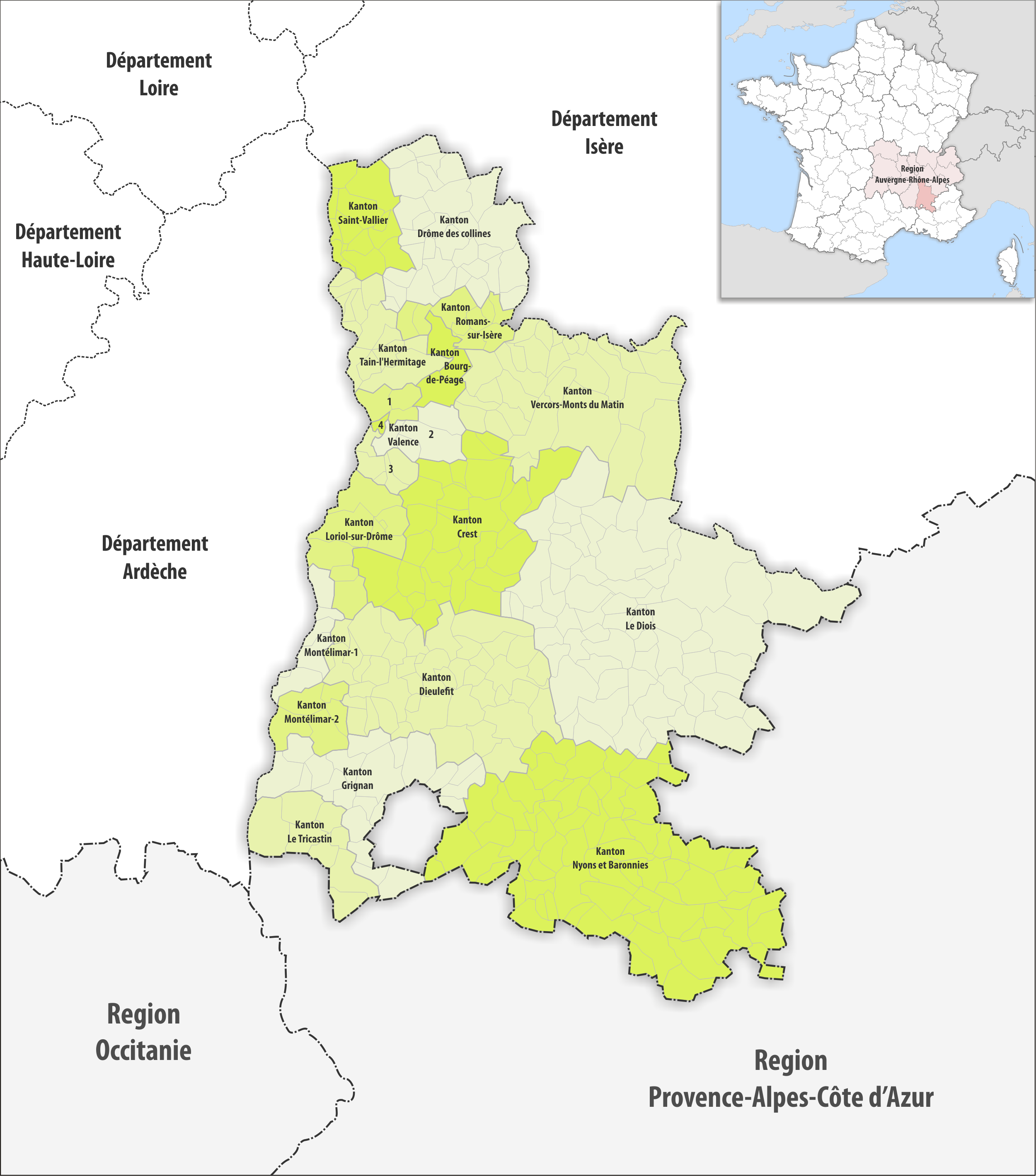
Gemeinden und Kantone im Département Drôme

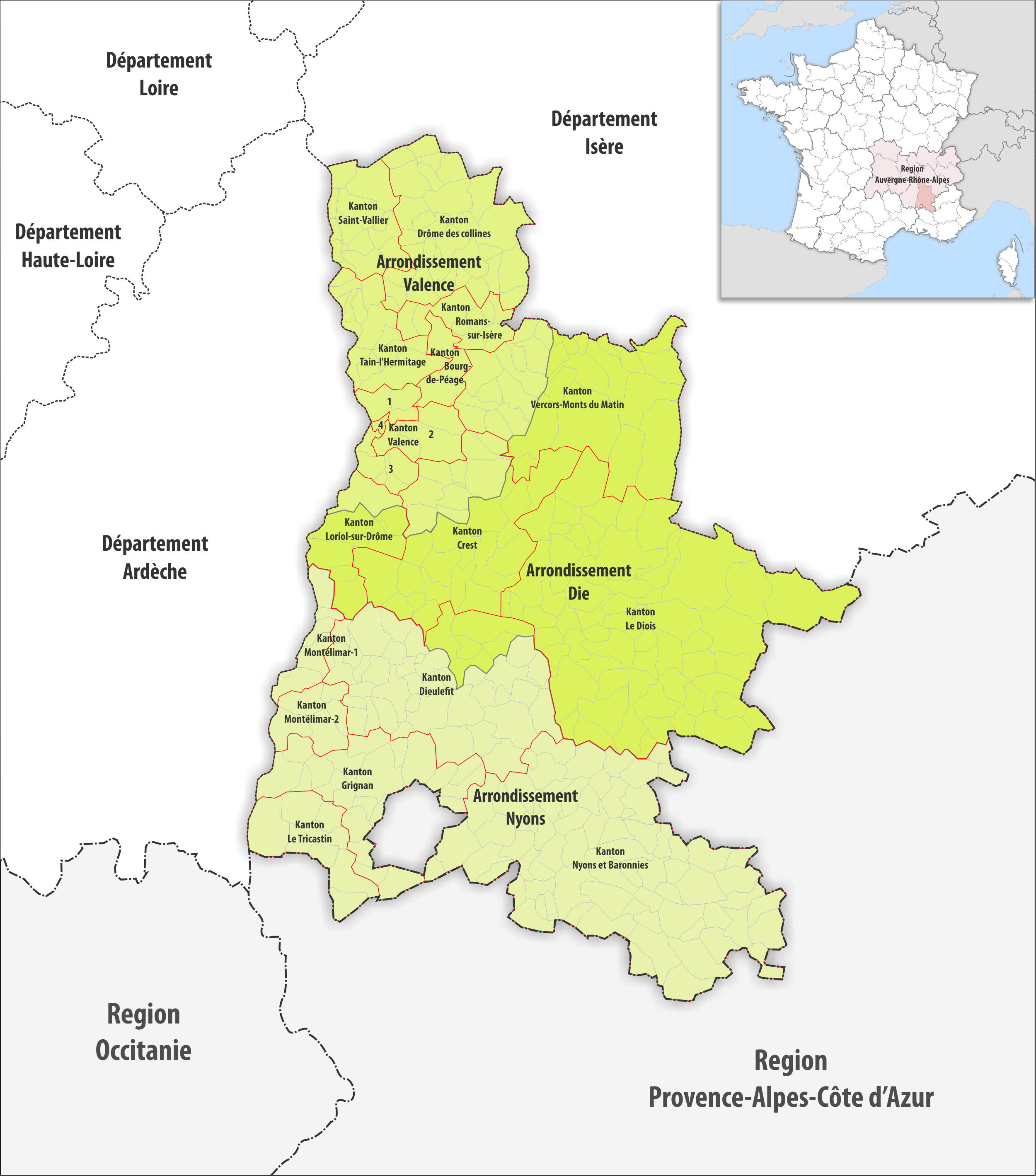
Gemeinden, Arrondissemente und Kantone im Département Drôme

| Kanton                 | Gemeinden | Einwohner 1. Januar 2022 | Fläche km² | Dichte Einw./km² | Code INSEE | Arrondissement(e) |
| ---------------------- | --------- | ------------------------ | ---------- | ---------------- | ---------- | ----------------- |
| Bourg-de-Péage         | 2 1⁄2     | 29.579                   | 64,98      | 455              | 2601       | Valence           |
| Crest                  | 28        | 29.762                   | 553,77     | 54               | 2602       | Die, Valence      |
| Dieulefit              | 44        | 23.878                   | 673,40     | 35               | 2603       | Die, Nyons        |
| Le Diois               | 61        | 14.766                   | 1.401,62   | 11               | 2604       | Die               |
| Drôme des collines     | 31        | 27.885                   | 424,72     | 66               | 2605       | Valence           |
| Grignan                | 21        | 22.465                   | 345,28     | 65               | 2606       | Nyons             |
| Loriol-sur-Drôme       | 8         | 27.241                   | 184,58     | 148              | 2607       | Die, Valence      |
| Montélimar-1           | 5 1⁄2     | 28.253                   | 83,67      | 338              | 2608       | Nyons             |
| Montélimar-2           | 4 1⁄2     | 27.696                   | 100,87     | 275              | 2609       | Nyons             |
| Nyons et Baronnies     | 73        | 22.386                   | 1.207,34   | 19               | 2610       | Nyons             |
| Romans-sur-Isère       | 8 1⁄2     | 30.907                   | 103,85     | 298              | 2611       | Valence           |
| Saint-Vallier          | 13        | 28.003                   | 170,60     | 164              | 2612       | Valence           |
| Tain-l’Hermitage       | 14        | 28.740                   | 174,42     | 165              | 2613       | Valence           |
| Le Tricastin           | 8         | 29.857                   | 185,73     | 161              | 2614       | Nyons             |
| Valence-1              | 2 1⁄4     | 31.523                   | 43,93      | 718              | 2615       | Valence           |
| Valence-2              | 3 1⁄4     | 30.617                   | 91,45      | 335              | 2616       | Valence           |
| Valence-3              | 4 1⁄4     | 32.600                   | 52,62      | 620              | 2617       | Valence           |
| Valence-4              | 1⁄4       | 28.030                   | 4,65       | 6.028            | 2618       | Valence           |
| Vercors-Monts du Matin | 30        | 27.244                   | 662,47     | 41               | 2619       | Die, Valence      |
| Département Drôme      | 362       | 521.432                  | 6.529,95   | 80               | 26         | –                 |

## Liste ehemaliger Kantone
Bis zum Neuzuschnitt der französischen Kantone im März 2015 war das Département Drôme wie folgt in 36 Kantone unterteilt:
| Arrondissement | Kantone |
| -------------- | --- |
| Die            | Bourdeaux, Châtillon-en-Diois, Crest-Nord, Crest-Sud, Die, La Chapelle-en-Vercors, La Motte-Chalancon, Luc-en-Diois, Saillans |
| Nyons          | Buis-les-Baronnies, Dieulefit, Grignan, Marsanne, Montélimar-1, Montélimar-2, Nyons, Pierrelatte, Rémuzat, Saint-Paul-Trois-Châteaux, Séderon |
| Valence        | Bourg-de-Péage, Bourg-lès-Valence, Chabeuil, Le Grand-Serre, Loriol-sur-Drôme, Portes-lès-Valence, Romans-sur-Isère-1, Romans-sur-Isère-2, Saint-Donat-sur-l’Herbasse, Saint-Jean-en-Royans, Saint-Vallier, Tain-l’Hermitage, Valence-1, Valence-2, Valence-3, Valence-4 |